# MIT Media Lab
El MIT Media Lab (también conocido como el Media Lab) es un laboratorio dentro de la Escuela de Arquitectura y Planificación en el Instituto de Tecnología de Massachusetts. Fundado en 1985.
Está dedicado a los proyectos de investigación en la convergencia del diseño, la multimedia y la tecnología. El Media Lab fue ampliamente popularizado en la década de 1990 por parte de publicaciones especializadas en negocio y tecnología tales como Wired y Red Herring por una serie de invenciones prácticas en el campo de las redes inalámbricas, campos sensibles, y los navegadores Web. Más recientemente, se ha centrado en el diseño y creación de tecnologías que se ocupan de causas sociales.

## Historia
El MIT Media Lab de la Facultad de Arquitectura y Planificación en el Instituto de Tecnología de Massachusetts fue fundado por el profesor del MIT Nicholas Negroponte y el expresidente del MIT Jerome Wiesner (ya fallecido), abrió sus puertas en el edificio Wiesner (diseñado por el arquitecto Ieoh Ming Pei), o el edificio E15 en el MIT en 1985. El MediaLab del MIT surgió fuera del Architecture Machine Group, y se mantiene dentro de la MIT Escuela de Arquitectura y Planificación.
En el 2001 se funda el Centro de Bits y Atómos (CBA) debido a un premio de la National Science Foundation para crear un Laboratorio de Fabricación Digital abierto que reúna herramientas a través de diversas disciplinas y escalas para "hacer casi todo". Estos incluyen microscopios electrónicos y sondas de haz de iones enfocadas para nanoestructuras, micromecanizado láser y microtomografía de rayos X para microestructuras, y mecanizado multieje e impresión 3D para macroestructuras. Estos son compatibles con la instrumentación para procesar y caracterizar materiales y dispositivos. Las herramientas del CBA están disponibles las 24 horas para los usuarios que trabajan en proyectos que integran estas capacidades.
- Datos: Q1373549
- Multimedia: MIT Media Lab / Q1373549